# 圣但尼莱马尔泰勒
圣但尼莱马尔泰勒（法語：Saint-Denis-lès-Martel，法語發音：[sɛ̃ dəni lɛ maʁtɛl]，意为“马尔泰勒附近的圣但尼”）是法国洛特省的一个市镇，位于该省东北部，属于古尔东区。

## 地理
圣但尼莱马尔泰勒（44°56'27"N, 1°39'42"E）面积7.93 平方千米，位于法国奧克西塔尼大區洛特省，该省份为法国西南部内陆省份，北起顺时针与科雷兹省、康塔爾省、阿韦龙省、塔恩-加龙省、洛特-加龍省和多尔多涅省接壤。
与圣但尼莱马尔泰勒接壤的市镇（或旧市镇、城区）包括：弗卢瓦拉克、马尔泰勒、圣米歇尔-德巴尼耶尔、斯特朗凯勒、韦拉克。
圣但尼莱马尔泰勒的时区为UTC+01:00、UTC+02:00（夏令时）。

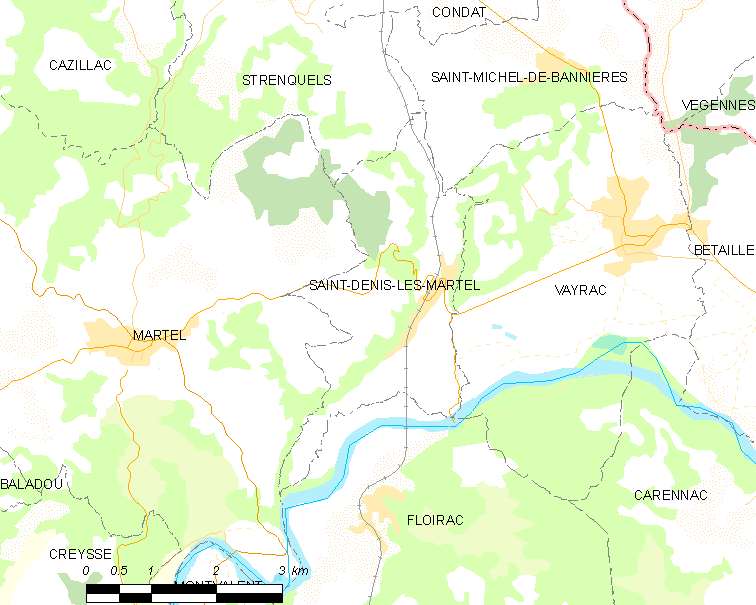
圣但尼莱马尔泰勒的OSM定位图

## 行政
圣但尼莱马尔泰勒的邮政编码为46600，INSEE市镇编码为46265。

## 政治
圣但尼莱马尔泰勒所属的省级选区为马尔泰勒县。

## 人口

1962-2008年间圣但尼莱马尔泰勒人口变化图示

圣但尼莱马尔泰勒于2022年1月1日时的人口数量为334人。